# Iris (gastronomia)

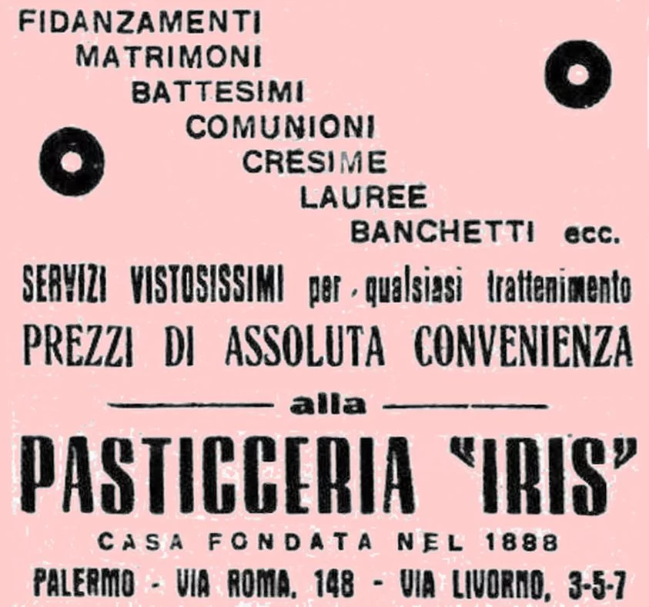
Storica locandina della pasticceria di Antonio Lo Verso

La iris è un dolce tipico della gastronomia siciliana, la cui origine è palermitana. Come produzione tipica siciliana, è stata ufficialmente riconosciuta e inserita nella lista dei prodotti agroalimentari tradizionali italiani (P.A.T.) del Ministero delle politiche agricole alimentari e forestali (Mipaaf).

## Storia
L'origine del nome è molto particolare. Antonio Lo Verso (? - 08 agosto 1960), pasticciere palermitano, preparò questo dolce nel suo laboratorio, nel 1901, in occasione dell'opera Iris di Pietro Mascagni. La sua creazione divenne talmente famosa che indusse Antonio Lo Verso a cambiare il nome del suo caffè proprio in Iris. La pasticceria Iris, da quel momento, divenne un punto di riferimento per tutta l'aristocrazia e la borghesia palermitana che lì si servivano per le proprie colazioni a base di caffè e appunto iris.Il pasticciere Lo Verso creò questo dolce nel suo laboratorio di via Livorno 3-5-7, situato nel retro dello storico Caffè Iris di via Roma 148 a Palermo.

## Caratteristiche
L'iris è una preparazione fatta di pasta lievitata dolce fritta. Nonostante sia dolce, viene annoverato tra i classici cibi di strada della cucina palermitana, venendo gustato caldo e a tutte le ore da cittadini e turisti.
L'iris è un lievitato dolce di forma sferica (similmente al krapfen o al bombolone) che racchiude un ripieno: quello tradizionale prevede crema di ricotta dolce e cioccolato fuso (talvolta sostituito con pezzetti di cioccolato). Nel catanese è diffusa la variante al pistacchio, cioccolato e crema bianca, anche quella alla ricotta. 
Una certa diffusione ha anche una variante dell'iris al forno.